# Radical 63
El radical 63, representado por el carácter Han 戶, es uno de los 214 radicales del diccionario de Kangxi. En mandarín estándar es llamado　戶部, en caracteres tradicionales o 户部 en caracteres simplificados (hù bù, «radical “puerta” o “casa”»); en japonés es llamado 戸部, こぶ　(kobu), y en coreano 호 (ho).
La forma tradicional de este radical, como aparece en el diccionario de Kangxi es 戶. No obstante, ha sido simplificado a la forma 户 en la República Popular de China y Hong Kong, y a la forma 戸 en Japón. En Corea del Sur y Taiwán se mantiene la forma tradicional.
Este radical aparece en muchas ocasiones rodeando la parte superior e izquierda de los caracteres (por ejemplo en 戹). En algunas pocas ocasiones aparece en la parte izquierda (por ejemplo en 所).

## Nombres populares
- Mandarín estándar: 户字頭, hù zì tóu, «puerta arriba».
- Coreano: 지게호부, jige ho bu «radical ho-una puerta».
- Japonés:　戸（と）, to, «puerta»; 戸垂れ（とだれ）, todare, «“puerta”, rodeando la parte superior izquierda del carácter».[1]
- En occidente: radical «puerta», radical «casa».

## Galería
| Estilos antiguos                                 | Estilos antiguos                  | Estilos antiguos                        | Estilos antiguos                   | Estilos antiguos                   | Estilos empleados actualmente       | Estilos empleados actualmente  | Estilos empleados actualmente    | Estilos empleados actualmente   | Estilos empleados actualmente  |
|                                                  |                                   |                                         |                                    |                                    |                                     | 戶                             | 户                               |                                 |                                |
| 甲骨文 jiǎgǔwén (escritura de huesos oraculares) | 金文 jīnwén (escritura de bronce) | 简帛 jiǎnbó (escritura de bambú y seda) | 篆文 zhuànwén (escritura de sello) | 篆文 zhuànwén (escritura de sello) | 隸書 lìshū (estilo de los escribas) | 楷書 kǎishū (estilo regular)   | 楷書 kǎishū (estilo regular)     | 行書 xǐngshū (estilo corriente) | 草書 cǎoshū (estilo de hierba) |
| 甲骨文 jiǎgǔwén (escritura de huesos oraculares) | 金文 jīnwén (escritura de bronce) | 简帛 jiǎnbó (escritura de bambú y seda) | 大篆 dàzhuàn (sello grande)        | 小篆 xiǎozhuàn (sello pequeño)     | 隸書 lìshū (estilo de los escribas) | 繁體／繁体 fántǐ (tradicional) | 简体／簡體 jiǎntǐ (simplificado) | 行書 xǐngshū (estilo corriente) | 草書 cǎoshū (estilo de hierba) |

## Caracteres con el radical 63
| trazos | carácter    |
| ------ | ----------- |
| + 0    | 戶 户 戸    |
| + 1    | 戹          |
| + 3    | 戺 戻 戼    |
| + 4    | 戽 戾 房 所 |
| + 5    | 扁 扂 扃    |
| + 6    | 扄 扅 扆 扇 |
| + 7    | 扈          |
| + 8    | 扉 扊       |